# Normal Adolescent Behavior
Normal Adolescent Behavior é um filme de drama romântico de 2007 escrito e realizado por Beth Schacter. O filme fez parte da seleção oficial do Tribeca Film Festival. 